# Рокка, Лодовико
Лодовико Рокка (итал. Lodovico Rocca; 29 ноября 1895, Турин — 25 июня 1986, Турин) — итальянский композитор.
Окончил Миланскую консерваторию по классу композиции Джакомо Орефиче.
Среди наиболее известных сочинений — оперы «Дибук» (итал. Il Dibuk; 1934) и «Гроза» (итал. L’Uragano; 1952, по одноимённой драме Александра Островского).
В 1940—1966 гг. возглавлял Туринскую консерваторию имени Джузеппе Верди, в 1941 г. основал её коллекцию музыкальных инструментов.
Именем Лодовико Рокка в 1998 году названа музыкальная школа в городе Альба. В 2010 году в городе Нейве прошёл первый конкурс молодых исполнителей имени Лодовико Рокка.